# Makak skalny
Makak skalny (Macaca munzala) – gatunek ssaka naczelnego z podrodziny koczkodanów (Cercopithecinae) w obrębie rodziny koczkodanowatych (Cercopithecidae).

## Taksonomia
Gatunek po raz pierwszy zgodnie z zasadami nazewnictwa binominalnego opisał w 2005 roku zespół indyjskich zoologów (Anindya Sinha, Aparajita Datta, M.D. Madhusudan i Charudutt Mishra), nadając mu nazwę Macaca munzala. Miejsce typowe to Zemithang (28°N 92°E/27,700000 91,716667) na wysokości 2180 m n.p.m., dystrykt Tawang, Arunachal Pradesh, Indie. Holotyp to dorosły samiec sfotografowany 20 sierpnia 2003 roku przez M.D. Madhusudana. Paratypy to dwie dorosłe i jeden młodociany samiec.
M. munzala należy do grupy gatunkowej sinica. Jest sympatryczny z M. assamensis pelops, a publikacje opublikowane w XXI wieku wskazują, że może to być odmiana tego podgatunku; rewizja taksonomii M. assamensis powinna pomóc w ustaleniu statusu M. munzala. 
Autorzy Illustrated Checklist of the Mammals of the World uznają ten takson za gatunek monotypowy.

### Etymologia
- Macaca: port. macaca, rodzaj żeński od macaco „małpa”; Palmer sugeruje, że nazwa ta pochodzi od słowa Macaquo oznaczającego w Kongu makaka i została zaadoptowana przez Buffona w 1766 roku[9].
- munzala: lokalna nazwa mun zala oznaczająca w dialekcie ludu Moinba makaka skalnego, od mun „głęboki las” i zala „małpa”[10].

## Zasięg występowania
Makak skalny występuje w północno-wschodnich Indiach (zachodni Arunachal Pradesh), w dystryktach Tawang i Kameng Zachodni; prawdopodobnie zasięg tego gatunku rozciąga się na Bhutan i Tybetański Region Autonomiczny w południowej Chińskiej Republice Ludowej. Doniesienia o występowaniu w Parku Narodowym Mouling w dystrykcie Siang Górny w centralnym Arunachal Pradesh wymagają potwierdzenia.

## Morfologia
Długość ciała (bez ogona) 57,5 cm, długość ogona 26,4 cm; masa ciała 14 kg. Duża małpa koloru brązowego, z krótkim ogonem. Makaka wyróżnia czupryna ciemnych włosów nad czołem z charakterystyczną jasną plamą pośrodku.

## Ekologia
Żyje na terenach położonych od 2000–3500 m n.p.m. Prowadzi dzienny, głównie naziemny tryb życia.

## Status zagrożenia
W Czerwonej księdze gatunków zagrożonych Międzynarodowej Unii Ochrony Przyrody i Jej Zasobów został zaliczony do kategorii EN (ang. endangered ‘zagrożony’).